# Chiesa di Santa Maria Assunta (Esine)
La chiesa di Santa Maria Assunta è un luogo di culto cattolico di Esine posto a nord-ovest dell'abitato ed è monumento nazionale.

## Storia
La chiesa potrebbe essere il primo luogo di culto edificato nel territorio di Esine, presumibilmente nel VI o VII secolo.
Poi riedificato attorno al primo millennio, come indicato da alcuni elementi architettonici, quali le due colonne che sorreggono la loggetta e gli affreschi presenti nella seconda e terza campata all'interno dell'aula.
Se per alcuni secoli la chiesa più importante del territorio fu quella intitolata alla Santissima Trinità, documentata già nel 771, nel XIV secolo, data la sua posizione scomoda (multum incomoda populo), presero a divenire più importanti quella di San Paolo e questa mariana dove si era maggiormente sviluppato il centro urbano.

### La questione tra le due chiese
Tra i sacerdoti prebendati delle due chiese crebbe un clima di vera e propria ostilità, perdurante sino al 1459, anno in cui le chiese furono visitate dal delegato del vescovo Bartolomeo Malipiero: costui, Benvenuto Vanzio, certificò la dichiarazione della chiesa di Santa Maria Assunta del rettore Giorgio Graioli, utilizzando la seguente formula: «[…] est principalis et est sacerdotalis parochalis babens curam animarum. Alia Johannes de Civedate sacerdotalis etiam si non eque principalis, que ex consuetudine diu abservata havet curam animarum […]». La chiesa fu quindi considerata come la sola ed effettiva parrocchiale di Esine, in quanto più antica e prima a disporre della fonte battesimale; a conferma di ciò, il rappresentante del vescovo stabilì che la domenica delle Palme gli olivi venissero distribuiti in Santa Maria. Ma la disputa non si placò che nel 1710, a seguito dell'ampliamento di entrambi i luoghi di culto.
Nel XV secolo venne intrapresa una radicale ricostruzione, che durò sino al 1485, e a seguito della quale fu apprestata la facciata a capanna con oculo tondo, alla quale si sarebbe poi sostituita la nuova struttura nel 1776. Al triennio 1491-93 risalgono invece i lavori di affrescatura, che conferirono maggior importanza alla chiesa. Eseguiti dal da Cemmo, furono commissionati dal prelato Isacco de Favis da Gandino e finanziati dalle famiglie Beccagutti e Federici. Il campanile dal cuspide conico è datato al Cinquecento e costruito in pietra giallastra, con la dotazione della campana recante la scritta: Soli Deo honor et gloria, Sancta Dei genitrix ora pro nobis 1535.
La cappella del Santo Rosario fu edificata a partire dal 1573 su commissione del parroco Giacomo Mozzi da Cividate, circostanza che provocò la perdita del Giudizio Universale, affresco del 1492 che fu coperto dalla nuova struttura.

 
Le successive visite pastorali diedero alternativamente privilegi all'una o all'altra chiesa fino al 1574 quando il rappresentante del vescovo di Brescia Tranquillo Soldi ripristinò la sentenza del 1468 La relazione di san Carlo Borromeo del 1580: 
(Atti della visita pastorale di San Carlo Borromeo 1580)
La cancellata che divide l'aula dal presbiterio fu installata dopo la visita del cardinale Borromeo, e fece seguito ad alcune direttive impartite nel corso del Concilio di Trento.
La diatriba tra le due chiese terminò con una sentenza, emessa in data 10 febbraio 1710, che attribuiva loro una sostanziale parità di status. L'edificio di culto di San Paolo fu poi ampliato, mentre la chiesa di Santa Maria non si sarebbe potuta ingrandire se non a costo di perderne gli affreschi, ma la Confraternita del Rosario era deputata alla cappellania di Francesco Federici, il quale aveva devoluto alla scuola tutte le sue sostanze in conseguenza alla prematura perdita di due figli sacerdoti. La cappellania riuscì quindi a sopravvivere anche dopo la soppressione napoleonica, tuttavia la venerazione dei fedeli declinò costantemente durante tutto il XIX secolo, tanto che la statua della Madonna posta nella cappella del Rosario, e destinataria di secolare devozione, fu traslata nella chiesa di San Paolo. A partire dal 1930 circa, il patrimonio artistico divenne oggetto di una rinnovata attenzione: Don Alessandro Sina promosse varie ricerche in tema, e si fece latore di un fitto scambio comunicativo con la Soprintendenza dei Beni Culturali di Milano, nel corso del quale dimostrò come la chiesa versasse in un grave stato di deterioramento. L'Ente in questione si risolse quindi ad autorizzare una serie di lavori di consolidamento strutturale, accompagnati da un importante ciclo di restauro degli affreschi.

## Descrizione

### Esterno
La chiesa, leggermente rialzata rispetto al piano stradale e preceduta da un sagrato in ciottolato, presenta la facciata a salienti divisa su due ordini, risalente al 1776. La parte inferiore è tripartita da quattro lesene, poggianti su alti basamenti e coronate da capitelli toscani che reggono la cornicione coperta da tegole. L'ingresso principale o posto in posizione centrale, è completo di paraste in pietra che reggono la trabeazione e il timpano a tutto sesto. La parte superiore, ospita una finestra centrale deputata a illuminarne l'aula, oltre a due volute laterali che si allungano fino all'estremità: sormontate da un vaso ciascuna, si concludono a spigolo. La facciata termina con una timpano triangolare, sulla cui sommità si posano due pinnacoli pendenti e un terzo provvisto di croce ferrea centrale.

### Interno

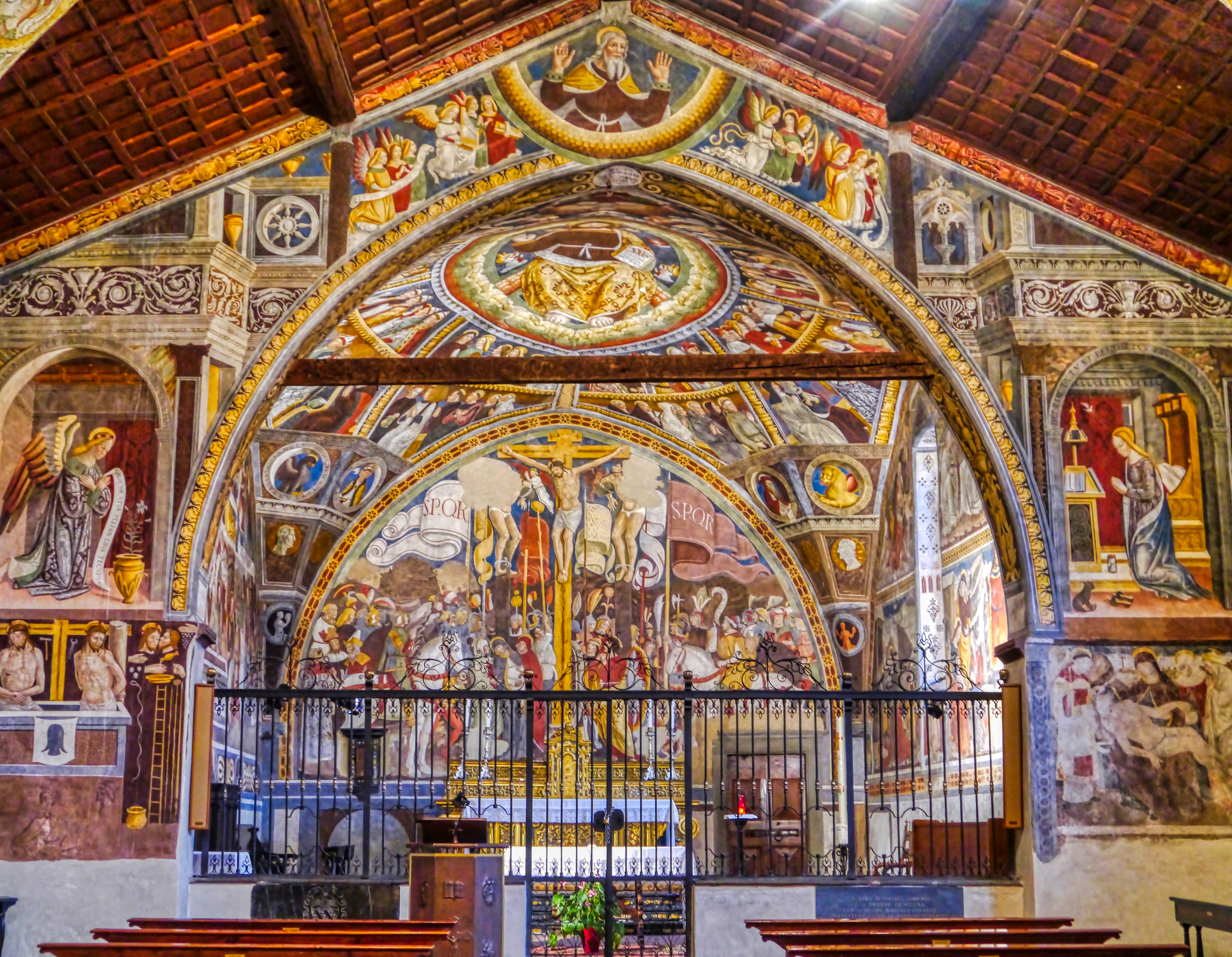
Esine, Chiesa di Santa Maria Assunta, Veduta del Coro con gli affreschi di Giovanni Pietro da Cemmo

L'interno è a navata unica, soluzione tipica nell'ambito delle pievi rustiche, e i cui elementi chiave sono i seguenti: loggiato in controfacciata, tetto a capanna, copertura lignea della navata e volta in muratura nella zona presbiteriale. 
La navata e il presbiterio si presentano completamente affrescati da Giovanni Pietro da Cemmo, che lavorò in questa chiesa tra il 1491 ed il 1493.
Il programma decorativo risulta particolarmente complesso e denuncia, per unità e finezza teologica, una committenza di alto livello. 
Tale ipotesi è confermata dalla presenza costante di blasoni appartenenti alle famiglie della nobiltà camuna, come i Beccagutti e i Federici, oltre a quello del succitato Isacco De Favis da Gandino, rettore della Chiesa della santissima Trinità di Esine, il cui stemma familiare è presente sul frontone della parete destra con a corollario la scritta F.F. (facit fecit).
I temi rappresentati possono essere suddivisi in due gruppi principali: la storia della salvezza, che occupa sia l'arco santo che la zona presbiteriale, e alcune immagini esemplificative della devozione popolare, disposte in riquadri ordinati nella navata.
Gli affreschi sono di chiara ispirazione francescana, e malgrado l'importante committenza si deve ritenere che la scelta dei soggetti sia da attribuire al Favis e ancora di più al da Cemmo: è soprattutto lo scarso "ordine stabile" palesato durante i lavori di realizzazione a far propendere per il secondo, trattandosi di una caratteristica tecnica a lui notoriamente ascrivibile.

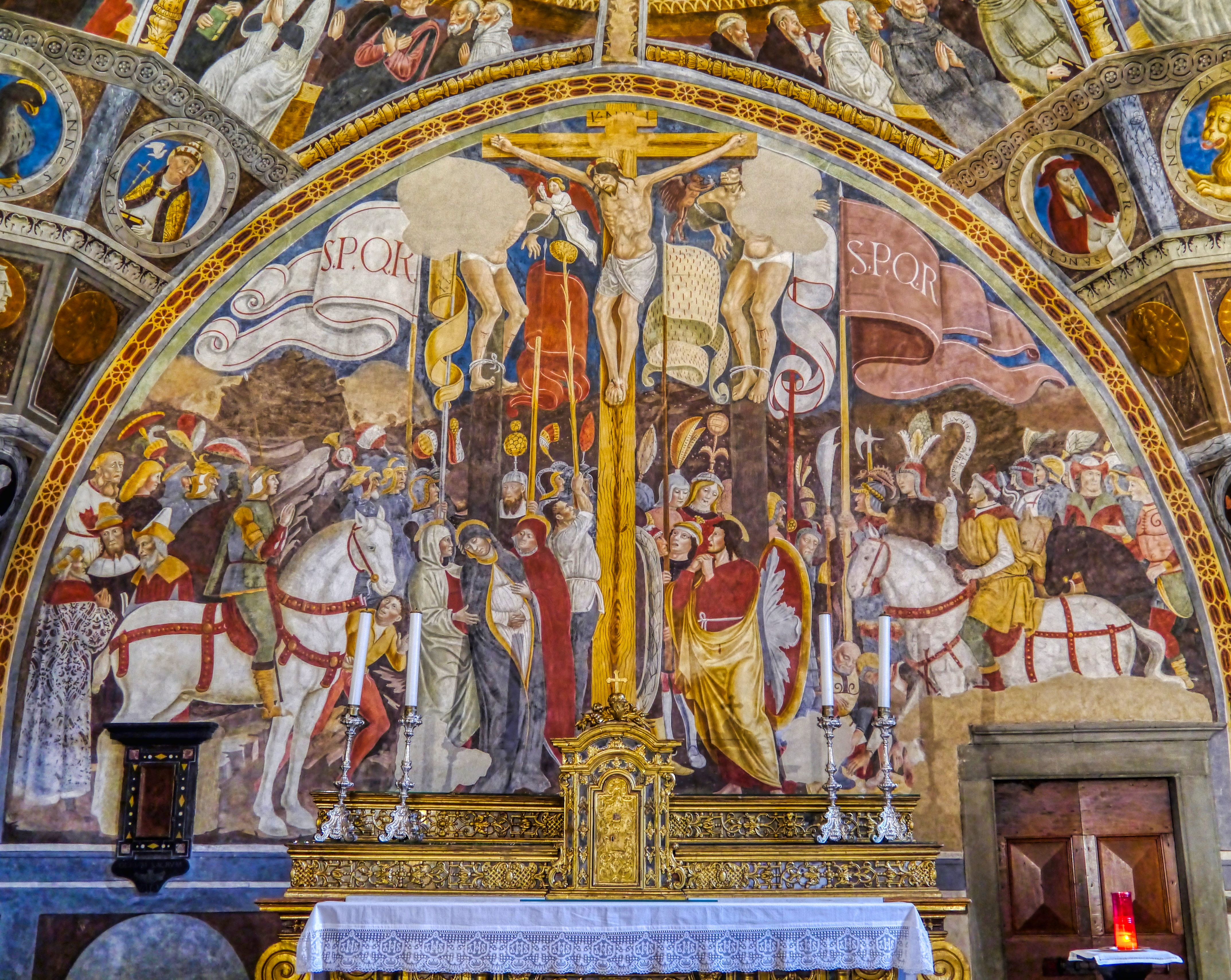
Esine, chiesa di Santa Maria Assunta, Affresco con la Crocifissione di Giovanni Pietro da Cemmo.

Il ciclo raffigurante le storie della salvezza principia con l'Annunciazione, posta sull'arco santo, e con le figure dei Profeti, dipinti sul parapetto della loggia. Oltre l'arco e la cancellata, la volta a crociera del presbiterio è occupata dalla rappresentazione delle schiere celesti, al centro delle quali si impone un Cristo Pantocratore di oltre tre metri, realizzato in mandorlo e attorniato da una cerchia di 72 personaggi rigidamente distinti per classi: insieme a santi e martiri sono rappresentati anche patriarchi, imperatori e profeti.
Le pareti del presbiterio sono decorate con le scene, rispettivamente, della Natività e dell'Adorazione dei Magi, della Crocifissione, posta sulla parete di fondo del presbiterio, e dell'Assunzione della Vergine, quest'ultima ben visibile sulla parete occidentale.
Gli affreschi saranno poi attribuiti con certezza al da Cemmo solo nel 1912, grazie alle intuizioni dello storico Fortunato Carnevali: in un primo momento si credeva addirittura che l'artista (che si firmava cemigena) fosse un frate agostiniano, ma in seguito furono rinvenuti alcuni documenti anagrafici che attestavano la sua paternità di due figli.